# Sérgio Cabral Filho
Sérgio de Oliveira Cabral Santos Filho GCIH • ComMM (Rio de Janeiro, 27 de janeiro de 1963) é um jornalista e político brasileiro, ex-membro do Movimento Democrático Brasileiro (MDB). Foi deputado estadual por três mandatos, de 1991 a 2003, e senador de 2003 até 2006. Posteriormente foi governador do Rio de Janeiro, com mandato de 1 de janeiro de 2007 até 3 de abril de 2014, quando renunciou ao cargo. Foi considerado pela Revista Época um dos 100 brasileiros mais influentes de 2009.
Em 2016 foi preso na Operação Lava Jato e tornou-se réu por corrupção passiva, lavagem de dinheiro e evasão de divisas, sendo alvo da  Polícia Federal (PF) nas operações Calicute, Eficiência, Fatura Exposta, Mascate e Unfair Play. Atualmente encontra-se em medidas cautelares por ordem do Tribunal Regional Federal.  Cabral também teve passagens anteriores polêmicas na Cadeia Pública José Frederico Marques, no Complexo Penitenciário de Gericinó e no Complexo Médico Penal (CMP), na Região Metropolitana de Curitiba.
Até fevereiro de 2017, tornou-se réu pela quinta vez, acusado dentre os crimes por corrupção e lavagem de dinheiro. Em março tornou-se réu por evasão de divisas, corrupção passiva, e em abril tornou-se réu, pela sétima vez, por chefiar uma organização criminosa que fraudou licitações e formou cartel na reforma do Maracanã e no PAC das Favelas. Em junho de 2017 se tornou réu pela décima vez, e no mesmo mês foi condenado a 14 anos e dois meses de prisão. Em setembro, foi condenado a 45 anos e dois meses de prisão pelos crimes de corrupção passiva, lavagem de dinheiro e organização criminosa no âmbito da Operação Calicute. Em dezembro de 2017 foi condenado pela quarta vez a mais quinze anos perfazendo 87 anos de reclusão no total e responde a outros treze processos na Justiça Federal do Rio. Até 28 de agosto de 2019, as penas impostas a Cabral já ultrapassam 233 anos de prisão. Em 2019, assinou acordo de delação premiada com a Polícia Federal, posteriormente homologada pelo ministro Edson Fachin e anuladas pelo STF em 2021. Em 2020, com sua 15ª condenação, as penas chegaram a mais de 300 anos.
Em 2022, o Supremo Tribunal Federal (STF) revogou a prisão preventiva, com isso passou para a prisão domiciliar e, posteriormente, recolhimento noturno enquanto aguarda a conclusão das ações penais em curso. As 24 condenações (sendo 23 desdobramentos da Lava Jato) de Sergio Cabral ultrapassam 435 anos de reclusão.

## Biografia
Filho do jornalista Sérgio Cabral (crítico de música e arte), um dos fundadores de O Pasquim, Sérgio Cabral Filho é jornalista formado pela Faculdade da Cidade (extinta UniverCidade), e pai do ex-deputado federal Marco Antônio Cabral.
Entrou na política no início dos anos 1980 na juventude do PMDB. Em 1982 foi articulador da campanha de seu pai Sérgio Cabral, em eleições para vereador. Em 1984, foi coordenador do Comitê Pedro Ernesto em apoio a Tancredo Neves. Em março de 1987 ingressou na vida pública quando assumiu a Diretoria de Operações da Turisrio, Companhia de Turismo do Estado do Rio de Janeiro, no governo Moreira Franco.
Em 1992 se candidatou a prefeito pelo PSDB. Aproveitando a alta popularidade do então prefeito Marcello Alencar e a impopularidade de Leonel Brizola no governo do estado, Cabral lançou o slogan "Quero ser um novo Marcelo sem o Brizola para atrapalhar". Ficou em quarto lugar, depois de Cesar Maia e Benedita da Silva, que se passaram ao segundo turno, e de Cidinha Campos, mas à frente de Alfredo Sirkis, Amaral Netto, Francisco Dornelles, João Mendes e Regina Gordilho.
Em 1996, novamente candidatou-se a prefeito do Rio pelo PSDB, perdendo a eleição no segundo turno para Luiz Paulo Conde, do PFL.

## Deputado estadual
Nas eleições de 1990, elegeu-se deputado estadual no Rio de Janeiro, reelegendo-se em 1994 e 1998.
Em 1994, ao iniciar seu segundo mandato como deputado estadual, também pelo PSDB, mesmo partido do governador recém-eleito Marcello Alencar, reelegeu-se presidente da Assembleia Legislativa fluminense, cargo que ocupou até 2002. Obteve 125 mil votos, sendo o deputado mais votado do Rio de Janeiro até então. Este fato o cacifou para eleger-se presidente da Casa no ano 1995, cargo ao qual foi reconduzido em 1997, 1999 e 2001. Em 1998, foi o deputado estadual mais votado da história do Rio de Janeiro até então, com 380 mil votos.
Criou leis como a Lei do Passe Livre para idosos, estudantes e portadores de necessidades especiais nos transportes públicos, e a lei que garante meia entrada em eventos culturais.
Em 1995, Cabral solicitou uma auditoria na Alerj, culminando na determinação do primeiro teto salarial do Brasil. Ainda na presidência da Alerj, Cabral findou com a aposentadoria especial dos parlamentares. Em 1999, Cabral voltou para o PMDB, ainda como presidente da Alerj.
Enquanto Presidente da Assembleia Legislativa do Rio de Janeiro (Alerj), foi o primeiro legislativo do Brasil a acabar com o voto secreto e realizar o voto aberto, no ano de 1995. No ano seguinte, Cabral foi admitido pelo presidente Fernando Henrique Cardoso à Ordem do Mérito Militar no grau de Comendador especial.
Em 2000, foi cotado para ser o candidato do PMDB à prefeitura do Rio de Janeiro, mas decidiu apoiar o candidato à reeleição Luiz Paulo Conde, do PFL.

## Senador

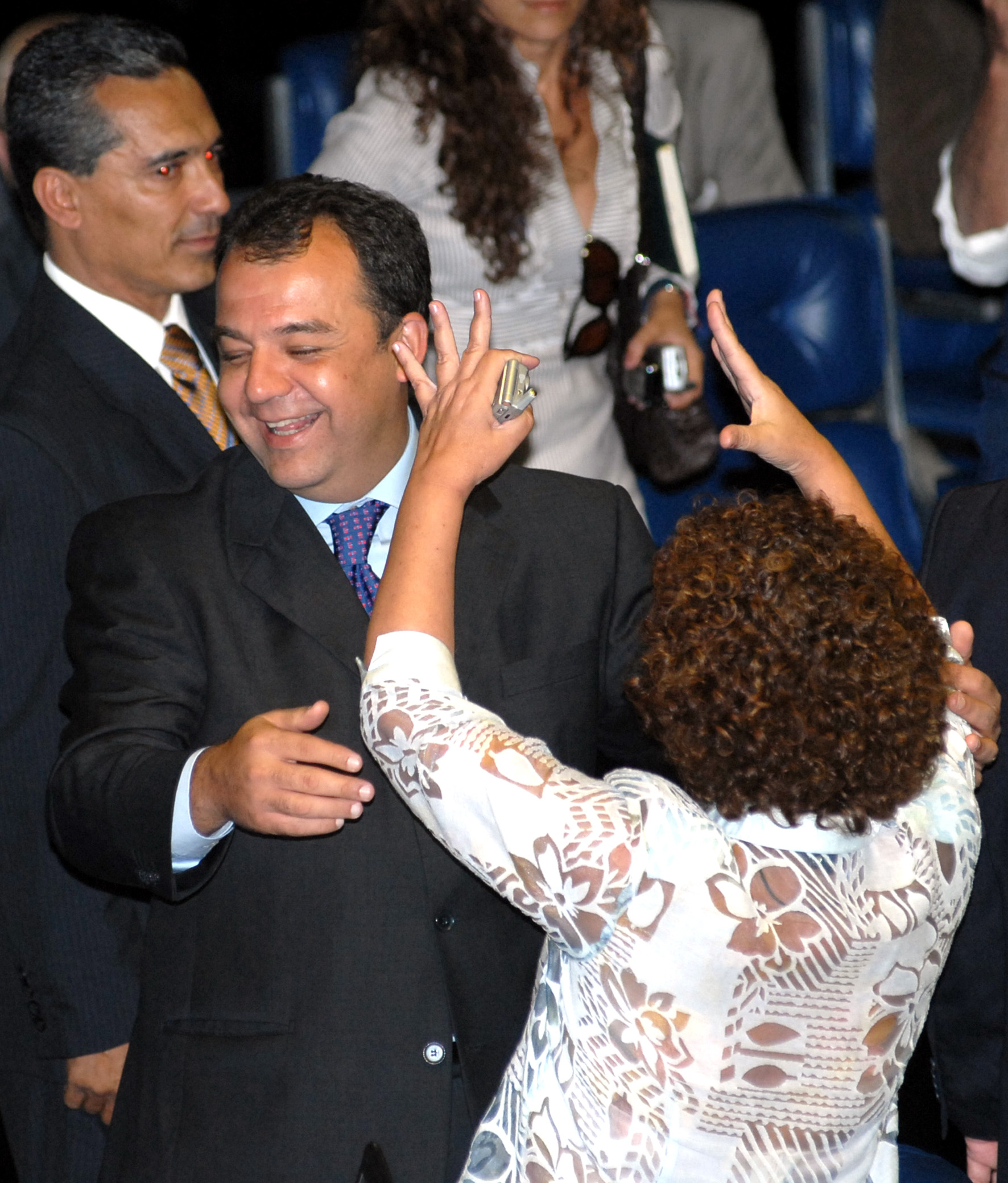
Cabral Filho em sua última sessão no Senado, junto à colega Ideli Salvatti (PT). Foto: Wilson Dias/ABr.

Em 2002, elegeu-se senador pelo Rio de Janeiro em aliança com Rosinha Garotinho (esposa de Anthony Garotinho), que elegeu-se governadora. Obteve 4,2 milhões de votos.
Como senador, Cabral empenhou-se para aprovar o Estatuto do Idoso, além de presidir a Comissão do Idoso.
Com a renúncia ao mandato de senador para assumir o governo do Estado, seu segundo suplente, Paulo Duque, o substituiu no Senado, Paulo Duque, já que o seu primeiro suplente, Regis Fitchner, assumiu a Chefia da Casa Civil do Estado.

## Governador
Em 29 de outubro de 2006, com apoio dos ex-governadores Anthony e Rosinha Garotinho, foi eleito, em segundo turno, governador do Rio de Janeiro pelo PMDB, em chapa com Pezão, com 5 129 064 votos (68% dos votos válidos em todo o Estado), derrotando Denise Frossard do PPS que obteve 32% dos votos válidos.
Em outubro de 2010, foi reeleito governador, ainda no primeiro turno, com mais de 66 por cento dos votos válidos.

### Primeiro mandato (2007–2010)
Como governador, Sérgio Cabral priorizou as áreas de saúde e segurança pública. Na primeira, criou e instalou as Unidades de Pronto Atendimento (UPAs). As UPAs são unidades 24 horas de urgências medicas e odontológicas. O objetivo é dar acesso aos pacientes que necessitam de atendimento e, com isso, desafogar as portas das emergências hospitalares. Assim, os hospitais podem priorizar os atendimentos mais graves ou de acordo com seu perfil. A primeira UPA foi inaugurada em maio de 2007, na comunidade da Maré, uma das regiões mais carentes de serviços de saúde no Rio de Janeiro. O governo federal adotou esse modelo, assim como outros países.
Ainda na saúde, lançou o serviço de Ressonância Magnética Móvel, que percorre o estado, oferecendo o exame gratuita e localmente.
Na segurança pública, criaram-se as Unidades de Polícia Pacificadora (UPPs), que tinham como objetivo a retomada permanente de comunidades dominadas pelo tráfico, assim como a garantia da proximidade do Estado com a população. As UPPs resultaram na queda significativa dos índices de criminalidade nessas comunidades. Na Cidade de Deus, por exemplo, os índices de homicídio, roubo de veículos e assalto a pedestres foram alguns dos que tiveram queda. O primeiro local a receber uma comunidade pacificadora foi o Santa Marta.  Após a instalação da UPP, em 2008, os homicídios foram reduzidos a zero nos quatro anos subsequentes. Os resultados da política de pacificação do governo Sérgio Cabral receberam elogios do New York Times, considerado o jornal mais influente do mundo.  Ainda na área de segurança, renovou totalmente a frota da polícia, comprando mais de 1500 veículos equipados com Sistema de Posicionamento Global (GPS) e rádios digitais. Dez anos depois, o projeto foi considerado um fracasso e descontinuado em diversas localidades, o que contribuiu para o aumento no número de mortes.
A gestão conseguiu colocar as finanças em dia, com severos ajustes fiscais e modernas técnicas de gestão, como o pregão eletrônico. Assim, o Rio de Janeiro foi o primeiro estado brasileiro a receber o “grau de investimento”, concedido pela mais importante agência de risco do mundo, a Standard & Poor’s. À época, a agência divulgou que “a forte gestão que prevalece no Estado nos últimos três anos” e o fato de o estado se manter “apoiado por uma economia forte e diversificada, com um PIB per capita estimado em cerca de 25% acima da média do Brasil” fizeram com que o Rio merecesse a classificação global “BBB-“ e o rating de crédito em escala nacional “brAAA”. Em 2008, Cabral foi condecorado com a Grã-Cruz da Ordem do Infante D. Henrique, de Portugal.
Em 2009, criou o Poupa-Tempo, programa onde o cidadão, em apenas um local de atendimento, tem acesso a mais de 400 tipos de serviços como: Detran-RJ (emissão da carteira de identidade e habilitação), Secretaria de Estado de Trabalho e Renda (SETRAB), Clube de Diretores Lojistas - CDL - Rio (consulta ao SCPC), Defensoria Pública do estado do Rio de Janeiro (DPGE), entre outros.  Até 2014, mais de 28 milhões de atendimentos foram feitos nas unidades do programa. Foi considerado pela Revista Época um dos 100 brasileiros mais influentes daquele ano.
Em 2010, criou o Programa Estadual de Transplantes (PET), que prevê o aumento da captação de órgãos e da realização de cirurgias no estado. Entre as medidas adotadas estão o credenciamento de hospitais privados pelo Sistema Único de Saúde (SUS), que poderão captar e implantar rins, fígado e coração.
Seu primeiro mandato foi marcado pelas conquistas da comunidade LGBT, principalmente com a criação do Rio Sem Homofobia, um programa que trabalha na inclusão do combate à homofobia nas políticas públicas do Estado. Cabral também foi o primeiro governador do RJ a participar de uma Parada LGBT e de defender o direito ao aborto como eugenia.
Durante seu primeiro mandato a cidade do Rio de Janeiro foi escolhida sede dos Jogos Olímpicos de 2016, a primeira cidade sul-americana a conquistar o feito. Cabral participou da articulação que uniu as três esferas de governo (federal, estadual e municipal), um dos pontos destacados no relatório de candidatura, superando as exigências do COI. A escolha foi anunciada no dia 2 de outubro de 2009, em Copenhague, Dinamarca.

### Segundo mandato (2011–2014)
Com a situação econômica mais favorável, priorizou a melhoria de serviços e expansão industrial e turística no Sul Fluminense, região tradicionalmente proletária, e na Região dos Lagos, região balneária do estado que sofre com a falta de infraestrutura urbana. Abriu o Parque Arqueológico e Ambiental de São João Marcos em Rio Claro, o primeiro do gênero no país, investiu 250 milhões de reais em 180 empreendimentos industriais e 54 turísticos, todos estaduais, de 23 municípios pequenos e médios. Promoveu a instalação da primeira fábrica da Land Rover no Brasil, em Itatiaia. Estudou e expandiu o projeto de asfalto-borracha em rodovias intermunicipais.  Investiu cerca de 211 bilhões de reais nos 15 portos do estado, incluindo a construção do Porto do Açu em São João da Barra.
Lançou também vários serviços na área da saúde como o mamógrafo móvel e a tomografia computadorizada móvel, facilitando o atendimento e levando exames de qualidade para as diversas regiões do Estado.
Em dezembro de 2011, inaugurou o Rio Imagem, o primeiro Centro de Diagnóstico por Imagem do Estado, que reúne em um só lugar equipamentos de última geração para atender aos usuários do Sistema Único de Saúde (SUS). No centro realizam-se gratuitamente exames como tomografias computadorizadas, ressonâncias magnéticas e exames de ultrassom.
Criou os programas Renda Melhor e Renda Melhor Jovem, parte integrantes do Plano de Erradicação da Pobreza Extrema no Rio de Janeiro, e alinhados ao Programa Bolsa Família, do Governo Federal.
Sérgio Cabral reajustou salários de servidores que não eram atualizados há anos e lançou uma política de meritocracia premiando o trabalho bem feito, bonificando servidores de diversas áreas, como segurança, defesa civil, saúde, educação.

### Problemas com obras
Durante seu governo, diversas obras tiveram atrasos ou não foram concluídas, como o Arco Metropolitano do Rio de Janeiro, necessário para diminuir engarrafamentos da Ponte Rio-Niterói, além da Rodovia Presidente Dutra: as obras iniciaram-se em 2008 com previsão de término para 2010, mas só ficariam prontas em 2014, e o custo dobrou de 536 milhões de reais em 2007 para mais de 1 bilhão de reais em 2012. Outro grande atraso foi o da Transbaixada: a obra inicialmente seria inaugurada em 2012, mas o projeto atrasou. Em 2012 a Transbaixada não fora licitada, e não há previsão da entrega da obra. Outros atrasos são a instalação de trens novos na Supervia, produzidos na China e comprados em 2009; só em 2012 o primeiro entrou em operação; a extensão da Via Light até Madureira, na Zona Norte do Rio, que até 2010 não saíra do papel, embora propagandeada em 2008; e da Linha 3 do Metrô do Rio de Janeiro, entre Niterói, São Gonçalo e a Visconde de Itaboraí (bairro distante do centro do município de Itaboraí), propagandeada por Sérgio Cabral na campanha de seu primeiro mandato em 2006, e até hoje as obras sequer começaram. Estas obras foram embargadas no Tribunal de Contas e no Ministério Público do Estado do Rio de Janeiro, onde questionou-se o efeito urbanístico e ambiental, uma vez que o projeto, segundo moradores de São Gonçalo, fecharia vários acessos a diversos bairros e não atenderia a vários moradores de São Gonçalo dos corredores Via Rua Dr. March e via Alameda São Boaventura, bem como a estação terminal de Visconde de Itaboraí que é longe do centro do município.
O atraso na obras de duplicação e modernização da Estrada Rio-São Paulo (BR-465) trouxe problemas de logística para o estado.
A duplicação da Rodovia Rio-Santos não está prevista até hoje, embora necessária ao tráfego e segurança devido à usina nuclear de Angra dos Reis, e Cabral fosse aliado do governo federal, facilitando investimentos no Estado. O governo de São Paulo duplicará o trecho paulista da rodovia em 172 km, entre Ubatuba e Bertioga.

### Ocupa Cabral
Após a série de protestos realizados no Brasil em junho de 2013, no Rio de Janeiro o movimento contra o governador do Estado do Rio de Janeiro ganhou força e tomou algumas ruas. Chamado de Ocupa Cabral, jovens políticos e suprapartidários ocuparam as ruas Aristides Espínola, onde mora Sérgio Cabral, e Delfim Moreira, ambas no Leblon, bairro com o metro quadrado mais caro do Brasil. Manifestavam-se contra o governador por considerarem autoritária sua forma de administrar o Estado do Rio de Janeiro, utilizando o cargo para interesses próprios, e por suspeitas de corrupção.
Dentre os pontos específicos, o movimento protestava contraː
- a relação do governador com vários empresários, como Eike Batista, que participou do grupo vencedor da concessão do Estádio do Maracanã, pelo prazo de 35 anos;[80][81]
- o uso de helicópteros do Estado para fins pessoais, inclusive para o cachorro de seu filho;[82]
- a mulher de Cabral ser sócia-proprietária de um escritório de advocacia que presta serviço a empresas concessionárias de transporte público do Rio, como a SuperVia[83] e o Metrô Rio;[84]
- a brutalidade da Polícia Militar;
- o favorecimento ao seguimento das empresas de ônibus principalmente querendo acabar com as vans de lotação de transporte alternativo que tinha um apoio politico do ex-governador Anthony Garotinho;
- as relações do governador de favorecimento ao presidente do Comitê Olímpico Brasileiro Carlos Arthur Nuzman desde os Jogos Pan-Americanos de 2007 e os Jogos Olímpicos de Verão de 2016 que destruiu o Autódromo de Jacarepaguá onde a população é contra estes eventos esportivos e a truculência do governador contra greves de bombeiros e professores e servidores públicos e do descaso com a saúde e educação em que toda a verba do Estado está sendo entregue para o COB;
- A recepção ao Papa, em 22 de julho de 2013, no Palácio Guanabara, Rio de Janeiro, foi marcada por protestos no entorno.[85]

Com todos esses problemas, a popularidade de Cabral caiu drasticamente. Em novembro de 2010, o governador tinha 55% de aprovação da população fluminense. Em junho de 2013, o índice despencou 30 pontos, passando a 25%. Em julho de 2013, caiu ainda mais e, com 12% de aprovação, Cabral obteve a pior avaliação entre os governadores dos estados brasileiros. Em novembro de 2013, uma nova pesquisa apontou pequena recuperação, e a aprovação do governo Cabral passou a 18%.

## Renúncia
Em 3 de abril de 2014, Sérgio Cabral deixou o cargo de governador do Rio de Janeiro. Na sua carta de renúncia, enviada à Assembleia Legislativa do Estado, Cabral citou artigo da Constituição Federal que diz que chefes do Executivo têm que deixar o cargo caso queiram se candidatar nas eleições. Na mesma data, assumiu o governo o vice de Cabral, Luiz Fernando Pezão, que concorreu à reeleição no mesmo ano para governador.

## Prisões e condenações

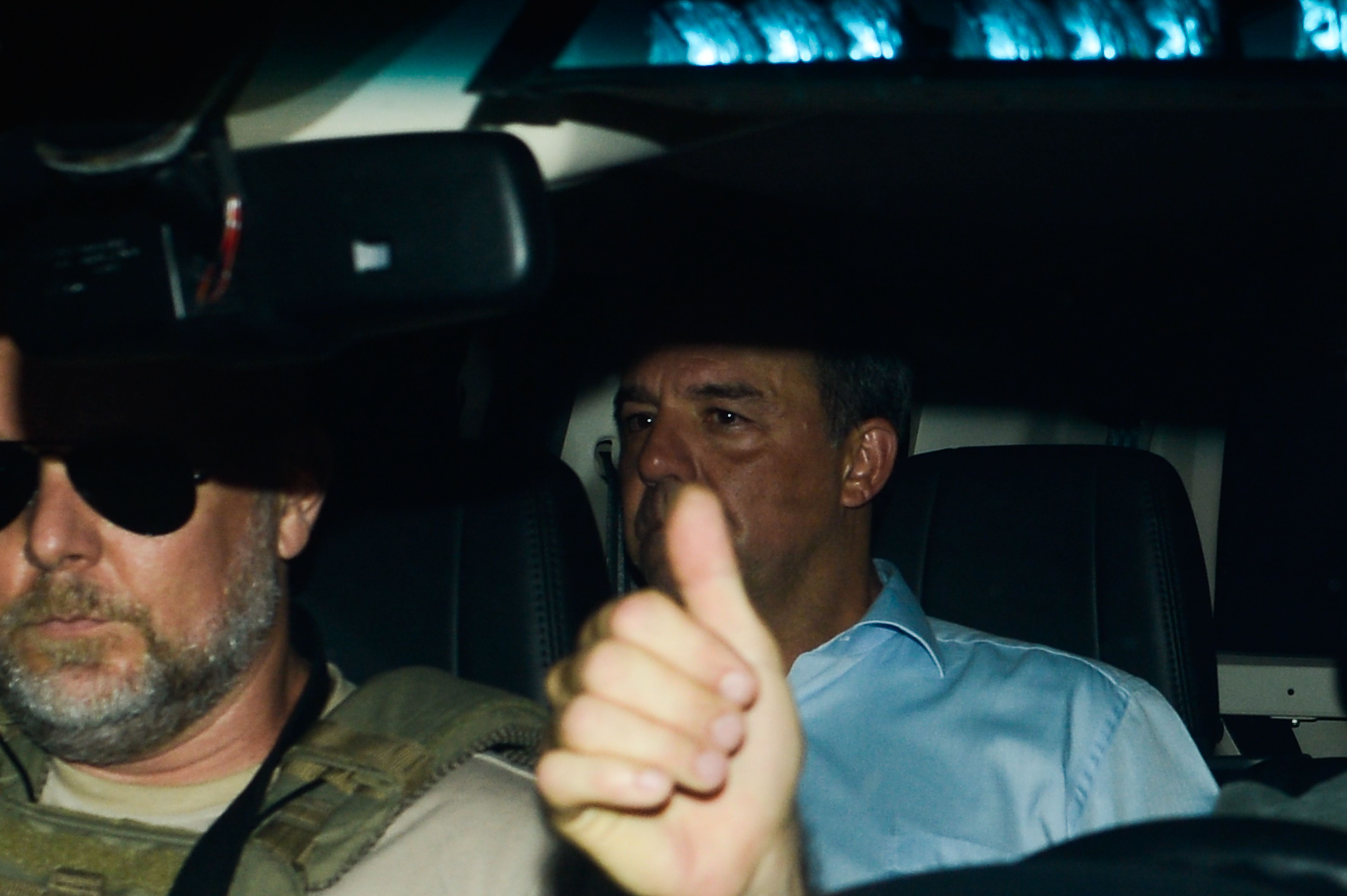
Cabral sendo preso pela Polícia Federal, durante a Operação Calicute, 37.ª fase da Operação Lava Jato.

Em 17 de novembro de 2016, a Polícia Federal prendeu Sérgio Cabral e mais sete pessoas (dentre estes, alguns ex-secretários de seu governo), na Operação Calicute, no âmbito da Operação Lava Jato. Foi acusado de liderar o desvio de 224 milhões de reais em valores ilícitos. Em 6 de dezembro de 2016, a Justiça Federal recebeu a denúncia do Ministério Público Federal (MPF), e Sérgio Cabral tornou-se réu pelos crimes de corrupção, formação de quadrilha e lavagem de dinheiro. No mesmo dia, Adriana Ancelmo, mulher de Cabral, foi presa. Em 10 de dezembro de 2016 Cabral foi transferido para Curitiba, onde ficará preso na carceragem da PF.
Em fevereiro de 2017, o MPF-RJ denunciou Cabral a uma pena de mais de 40 anos na Operação Eficiência, um desdobramento da Lava Jato no Rio de Janeiro. No dia 14 de fevereiro de 2017, o MPF-RJ denunciou o ex-governador Sérgio Cabral por 184 crimes de lavagem de dinheiro. Os fatos apresentados ao juiz Marcelo Bretas na denúncia são resultantes da Operação Eficiência. Até o final de fevereiro, Sérgio Cabral havia se tornado réu por 611 supostos atos de lavagem de dinheiro. As acusações mais recentes MPF decorrem da Operação Mascate, deflagrada em janeiro. O MPF, agora, imputa a Cabral 147 ações que tiveram o objetivo de esconder a origem dos recursos ilícitos. Cabral já era réu em quatro ações em função de outros 464 atos de lavagem identificados.
Em março de 2017, tornou-se réu pela sexta vez por acusações de evasão de divisas, lavagem de dinheiro e corrupção ativa. o MPF acusou Sérgio Cabral de 25 crimes de evasão de divisas, 30 de lavagem de dinheiro e nove de corrupção passiva. No mês seguinte, tornou-se réu pela sétima vez, acusado de chefiar uma organização criminosa que fraudou licitações e formou cartel na reforma do Maracanã e no PAC das Favelas. O sobre preço das obras passa de 700 milhões de reais. Em maio de 2017, tornou-se réu pela nona vez, em uma denúncia de pagamento de suborno à Carioca Engenharia. Em 2 de junho de 2017, O MPF apresentou mais uma denúncia contra o ex-governador do Rio de Janeiro. A denúncia cita um pagamento de 1,7 milhões de reais com dinheiro de propina. Segundo o MPF, o dinheiro teria sido lavado através de empresas de fachada. O MPF ainda pede a condenação de Cabral por lavagem de dinheiro. No dia 11 de outubro, virou réu pela décima quinta vez, de um processo que investiga propina de mais de dez milhões de reais, correspondente à denúncia do MPF na Operação Unfair Play.

### Condenações
Em 13 de junho de 2017, foi condenado pelo juiz Sergio Moro, da 13ª Vara Federal de Curitiba, a 14 anos e dois meses de prisão em regime fechado pelos crimes de corrupção passiva, recebimento de vantagem indevida, e lavagem de dinheiro, no âmbito da Operação Lava Jato.
Em 20 de setembro, foi condenado pelo juiz Marcelo Bretas a 45 anos e dois meses de prisão pelos crimes de corrupção passiva, lavagem de dinheiro e organização criminosa, no âmbito da Operação Calicute. Adriana Ancelmo foi condenada a 18 anos de prisão.
Em 20 de outubro, foi condenado na Justiça Federal do Rio de Janeiro a 13 anos de prisão pelo crime de lavagem de dinheiro, no âmbito da Operação Mascate.
Em março de 2018, foi condenado a 13 anos e quatro meses de prisão pelo crime de lavagem de dinheiro na aquisição de joias na H.Stern. O somatório das condenações ultrapassam cem 100 anos de prisão.
No dia 30 de maio de 2018, foi condenado em segunda instância pelo Tribunal Regional Federal da 4ª Região (TRF4), confirmando assim a condenação do juiz Sergio Moro.
Em 11 de setembro de 2018, foi condenado a 47 anos e quatro meses de prisão pelos crimes de corrupção, formação de quadrilha e participação em grupo criminoso.
Em 28 de agosto de 2019, foi condenado a 18 anos de prisão por lavagem de dinheiro por meio da rede de concessionárias Dirija, que celebrava contratos fictícios com a organização criminosa.
Em outubro de 2019, foi condenado a 33 anos e três meses pelos crimes de corrupção passiva, lavagem de dinheiro e evasão de divisas pelo recebimento de 3 milhões de dólares do exterior e que o valor foi movimentado por meio de transferências bancárias em nome de offshores.
Em janeiro de 2020, foi condenado a 14 anos e sete meses de prisão pelos crimes de corrupção passiva pelo recebimento de propinas em contratos da área da saúde estadual, em processo que envolve 16 milhões de reais em propinas em compras superfaturadas e licitações direcionadas de produtos hospitalares. A decisão foi do juiz federal Marcelo Bretas. O mesmo juiz o condenou, em novembro de 2021, a 10 anos e 8 meses de prisão por envolvimento no esquema de propina para a escolha do Rio de Janeiro como sede das Olimpíadas. Ao todo, suas penas chegam a 414 anos de prisão.
Em 31 de maio de 2022, foi condenado a 17 anos, sete meses e nove dias de prisão pelo crime de corrupção passiva pelo recebimento de 78,9 milhões de reais em propina da Odebrecht (atual Novonor) para beneficiar a empreiteira em grandes obras como o PAC Favelas, reforma do Maracanã para a Copa do Mundo de 2014, e construção da linha 4 do metrô e do Arco Metropolitano.

### Leilão de bens
Em setembro de 2017, a justiça determinou o leilão de bens de Sérgio Cabral avaliados em 44 milhões de reais, dos quais uma mansão em Mangaratiba, avaliada em oito milhões de reais, e outros doze imóveis, destes, três apartamentos duplex na Barra da Tijuca, Além dos imóveis, a justiça determinou o leilão de seis carros de luxo, duas lanchas e um jet-ski. Em 29 de setembro de 2017, o desembargador Abel Gomes aceitou o pedido da defesa e suspendeu o leilão da mansão de Cabral avaliada em oito milhões de reais. Os demais pertences foram a leilão. Os bens que estão indo a leilão para restituir o estado pode chegar a 224 milhões de reais.

### Repatriação de bens
Em 6 de março de 2020, depois de um longo trâmite burocrático, o MPF conseguiu repatriar, 4,5 kg de ouro e 27 pedras de diamantes, avaliados em aproximadamente 20 milhões de reais, que estavam na Suíça e foram adquiridos com dinheiro de propina do ex-governador Sérgio Cabral. A existência do ouro e dos diamantes foi revelada pelos irmãos e doleiros Marcelo e Renato Chebar em delação premiada fechada com a Lava Jato do Rio de Janeiro. Anteriormente, já havia sido repatriado 100 milhões de dólares em dinheiro.

### Delação premiada
No dia 23 de dezembro de 2018, o colunista Lauro Jardim, do jornal O Globo, revelou que Sérgio Cabral pretendia fazer uma delação premiada. Segundo a nota, Cabral deu uma procuração para João Bernardo Kappen, seu advogado, negociar a colaboração com o Ministério Público Federal. A delação incluiria autoridades do Tribunal de Justiça do Estado do Rio de Janeiro (TJRJ), do Superior Tribunal de Justiça (STJ) e do Ministério Público do Estado do Rio de Janeiro (MPRJ); a compra de votos para a realização do Jogos Olímpicos de 2016 no Rio de Janeiro; os esquemas de corrupção envolvendo a Copa do Mundo de 2014; e o detalhamento de fatos já narrados em outras colaborações. No mesmo dia em que foi publicada a nota, o advogado João Bernardo Kappen informou que deixaria a negociação e que outro escritório de advocacia assumiria o caso. Kappen tinha iniciado conversas com autoridades ligadas à Operação Lava Jato no Rio de Janeiro. Outro advogado de Cabral, Rodrigo Roca também resolveu deixar o caso por não concordar com os planos do ex-governador fluminense.
No início de 2019, admitiu ao juiz federal Marcelo Bretas que pediu propina por apego a poder e dinheiro, alegando ser um vício. Cabral disse estar "aliviado" por revelar o esquema de desvios do qual participou. "Dói muito (admitir ser corrupto)", afirmou, ao explicar a demora em assumir seus crimes. "Quero dizer ao senhor (Bretas) que é verdade que o dinheiro (100 milhões de dólares) dos irmãos Chebar (doleiros delatores Marcelo e Renato Chebar) era meu dinheiro, sim. Era todo meu", afirmou em depoimento na 7º Vara Federal.
Em dezembro de 2019, Cabral assinou acordo de delação premiada com a Polícia Federal e se comprometeu a devolver 380 milhões de reais em propinas recebidas nos últimos anos. Em 6 de fevereiro de 2020, o ministro do STF, Edson Fachin homologou a delação de Cabral, e decidiu que a delação não reduzirá penas já determinadas. O acordo foi anulado pelo STF em maio de 2021.

### Regalias na cadeia
No dia 3 de maio de 2022, o juiz Bruno Rulière, da Vara de Execuções Penais do Rio de Janeiro, determinou que Sérgio Cabral e outros cinco policiais militares fiquem dez dias em isolamento na penitenciária Laércio da Costa Pellegrino, para onde serão transferidos. Foram realizadas vistorias na Unidade Prisional da Polícia Militar, onde estavam presos até então, e foi constatado uma série de regalias, e que os presos controlavam as entradas das próprias celas. Entre os objetos encontrados, estão celulares, anabolizantes, dinheiro, lista de compras em restaurantes, relógios e cigarros. Porém, nenhuma irregularidade foi encontrada dentro da cela de Cabral. Até então, Sérgio Cabral está detido na cadeia pública Pedrolino Werling de Oliveira. Cabral já responde por regalias na cadeia pública José Frederico Marques.

### Soltura
Em dezembro de 2022, a 2ª Turma do STF decidiu por 3 votos a 2 por revogar a decisão de prisão preventiva da Justiça Federal do Paraná e enviar o caso para a análise da Justiça Federal do Rio de Janeiro. O ex-governador já havia conseguido derrubar 4 de 5 mandados de prisão mas continuava preso por conta de uma ação julgada por ter recebido vantagens indevidas em contratos de licitação da Petrobras com o Consórcio Comperj. A defesa de Cabral afirma que as 23 condenações, que somam mais de 435 anos, não transitaram em julgado e estavam há mais de cinco anos sem condenação definitiva.
O ex-chefe do Executivo Estadual seguia preso em regime fechado desde novembro de 2016 – quando foi preso durante a Operação Calicute –, mas com a decisão, deve ir para a prisão domiciliar antes do fim do mês, onde será monitorado por tornozeleira eletrônica. Sergio Cabral era o único acusado pela Operação Lava Jato que seguia preso – dos 300 que foram para a cadeia nas 55 operações realizadas pelo MPF e a PF. Ele cumprirá prisão domiciliar no apartamento de sua primeira esposa, de frente ao mar em Copacabana. O STF afirmou que a revogação da prisão não significa a absolvição do ex-governador.
Em janeiro de 2023, a Justiça do Paraná transformou a prisão domiciliar em recolhimento noturno, no entanto processos no Rio de Janeiro impediam que ele deixasse o apartamento, a defesa do ex-governador recorreu à Justiça do Rio e conseguiu anular o processo. A decisão também impede que faça festas ou eventos sociais, não deixe o país, não passe mais que oito dias fora do Estado sem autorização judicial, nem tenha contato com colaboradores da Justiça ou investigados pela Lava-Jato, excetuando-se apenas parentes até 3º grau. Cabral cumpre liberdade no apartamento de sua primeira esposa, em Copacabana, em imóvel ligado à empresa de fachada envolvida em organização criminosa que Cabral é suspeito de chefiar e que foi vendida pela Carioca Engenharia – que já admitiu ter pago 30 milhões de reais em propina ao então Governador e que em 2021 assinou acordo de leniência, se comprometendo a devolver 132 milhões de reais aos cofres públicos – e adquirida pela Araras Empreendimentos – empresa de Susana Neves, então mulher de Cabral – com perdas financeiras e por valor abaixo do praticado pelo mercado; na época da compra Sérgio Cabral era deputado estadual, reeleito presidente da Alerj. O imóvel é avaliado em 1,5 milhão de reais e não pode ser vendido por decisão judicial para garantir eventuais indenizações por danos aos cofres públicos.

### Repatriação de dinheiro
Em 16 de maio de 2024, a Justiça do Rio de Janeiro decidiu repatriar 14,6 milhões de dólares em processo da Lava Jato contra Sérgio Cabral e Eike Batista após pedido do MPF. Os valores foram encontrados em uma conta bancária na Suíça e pertenciam a investigados da Operação Eficiência, fase da Lava Jato, na mesma cidade.

## Condecorações
Em 8 de maio de 2008, Cabral recebeu o título Personalidade Cidadania 2008 por sua trajetória de conquistas políticas e sociais ao longo de seus mandatos nos poderes Legislativo e Executivo. Foi escolhido por 4 327 representantes de diversos segmentos da sociedade civil, em votação direta e espontânea. O prêmio foi uma iniciativa da Folha Dirigida, Unesco e Associação Brasileira de Imprensa (ABI). O então governador recebeu a placa das mãos de sua mãe, a museóloga Magali Cabral.
Em 2009, recebeu a Medalha do Mérito Desportivo Militar do Ministério da Defesa.

### Cassação
Em junho de 2017, o Órgão Especial do Tribunal de Justiça do Rio de Janeiro (DETOE/TJRJ) decidiu por cassar o Colar do Mérito Judiciário, que havia recebido em 1995, quando era presidente da Alerj.
Em julho de 2017, o Órgão Especial do Colégio de Procuradores de Justiça do Ministério Público do Estado do Rio de Janeiro (OECPJ/MPRJ) decidiu por cassar o Colar do Mérito do Ministério Público, também concedido quando presidia a Alerj, em 1995.
Em setembro de 2017, o conselho da Federação das Indústrias do Estado do Rio de Janeiro (FIRJAN) cassou a Medalha do Mérito Industrial concedida a Sérgio Cabral em 2008.